# United States Statutes at Large

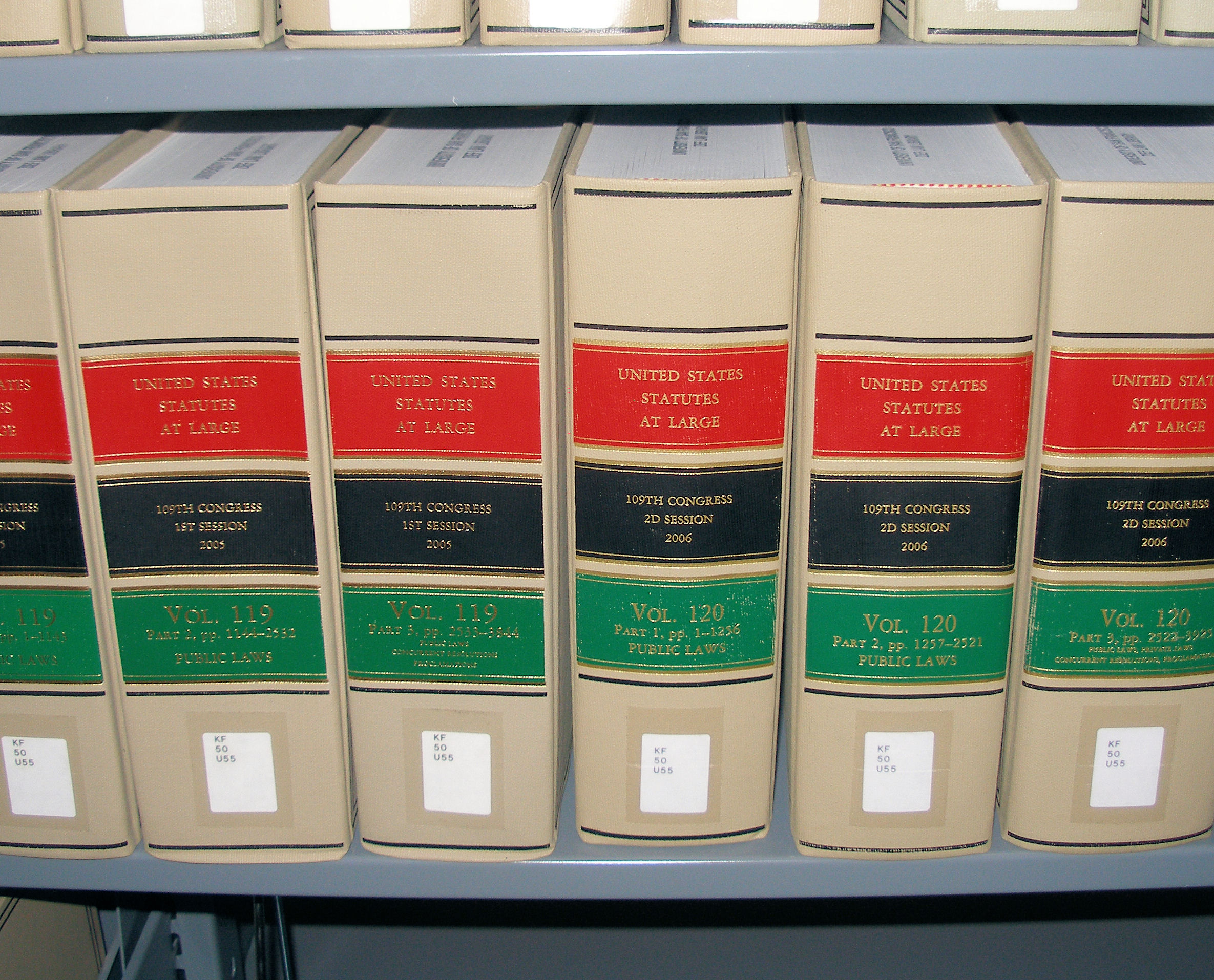
A few volumes of the United States Statutes at Large at a law library in San Francisco

Los Statutes at Large de los Estados Unidos, habitualmente denominados Statutes at Large o simplemente Stat., constituyen la fuente oficial de leyes y resoluciones concurrentes aprobadas por el Congreso de los Estados Unidos. También se denominan leyes de sesiones (session laws) porque son compiladas al final de cada legislatura a partir de las leyes individuales (slip laws) (Public Laws y Private Laws, abreviadamente Pub.L. y Pvt.L.) que aprueba el Congreso de los Estados Unidos.
Son parte de un modelo de tres partes para la publicación de las leyes federales que consiste en proyectos de ley (slip laws), leyes de sesión (session laws) y codificación.